# Hypocacculus simulator
Hypocacculus simulator är en skalbaggsart som beskrevs av G. Müller 1944. Hypocacculus simulator ingår i släktet Hypocacculus och familjen stumpbaggar. Inga underarter finns listade i Catalogue of Life.